# Makhtar N’Diaye
Amadou Makhtar N’Diayé (Dakar, 1981. december 31. – ) szenegáli válogatott labdarúgó.

## Pályafutása

### Klubcsapatban
Dakarban született. 1999 és 2005 között a Stade Rennesben játszott, de a 2003–04-es szezonban kölcsönadták a Sedan együttesének. 2005-ben Svájcba szerződött az Yverdon-Sporthoz, ahol egy évet töltött. A 2006–07-es idényben a Rangers játékosa volt. 

### A válogatottban
2002-ben 14 alkalommal szerepelt az szenegáli válogatottban. Tagja volt a 2002-es afrikai nemzetek kupáján ezüstérmet szerzett válogatott keretének és részt vett a 2002-es világbajnokságon is.

## Sikerei, díjai
Olympique Lyon
- Francia bajnok (2): 2004–05, 2005–06
- Francia szuperkupagyőztes (1): 2005

Szenegál
- Afrikai nemzetek kupája döntős (1): 2002